# ジェラール (オーヴェルニュ伯)
ジェラール1世（フランス語：Gérard Ier, 795年ごろ - 841年6月25日）は、オーヴェルニュ伯（在位：839年 - 841年）。

## 結婚と子女
ジェラールはフランク王ルートヴィヒ1世の娘ロトルードまたはヒルデガルドと結婚した。2人の間には以下の子女が生まれた。
- ラヌルフ1世（815年 - 866年） - ポワティエ伯およびアキテーヌ公。メーヌ伯ロリコの娘と結婚[3]。
- ジェラール2世（879年没） - リムーザン伯
- 娘